# Цыганов, Виктор Викторович
Виктор Викторович Цыганов (19 ноября 1896 года — 25 июня 1944 года) — советский военачальник, генерал-лейтенант (1943).

## Биография

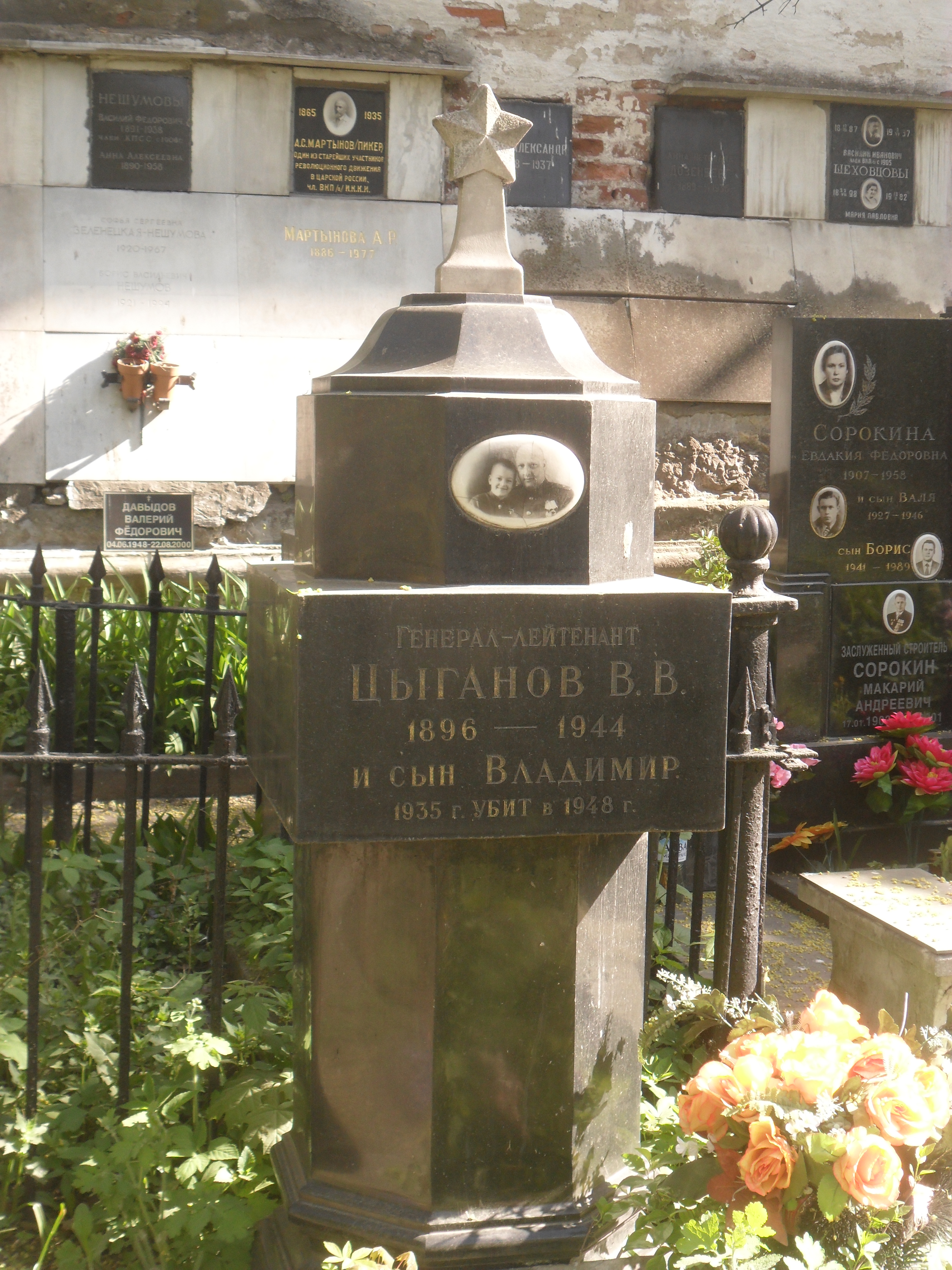
Могила Цыганова на Новодевичьем кладбище Москвы.

Виктор Викторович Цыганов родился 19 ноября 1896 года в Нижнем Новгороде. Учился в духовной семинарии, по окончании которой стал артистом- пел в различных увеселительных заведениях. С началом Первой мировой войны пошёл вольноопределяющимся в действующую армию. В 1916 году закончил Казанское военное училище, получил звание поручика. Участвовал в боях на Северном фронте, младший офицер командовал эскадроном. Был адъютантом штаба отдельной кавалерийской бригады, поручик. После Октябрьской революции перешёл на сторону Советской власти.
С 1918 года в Красной Армии. Во время Гражданской войны начальник штаба бригады, позднее дивизии на Южном и Западном фронтах. Был старшим помощником начальника и начальником штаба бригады. В 1922—1931 помощник начальника отдела штаба Западного фронта, начальник штаба стрелкового полка, старший помощник начальника оперативной части штаба корпуса, начальник оперативной части, помощник начальника и начальник штаба дивизии. С 1931 военный руководитель Ленинградского института физкультуры имени П. Ф. Лесгафта.
С 1934 года командир стрелкового полка, затем снова начальник штаба стрелковой дивизии.
В 1933 году окончил Военную академию имени М. В. Фрунзе. В 1934 году командир стрелкового полка. С 1935 года В. В. Цыганов занимал должность помощника начальника Тамбовского пехотного училища, с 1937 года старший преподаватель Военно-хозяйственной академии РККА в Харькове. В 1939 году назначен начальником кафедры, а в феврале 1941 года факультета, в той же академии. Кандидат военных наук (1941).

### Великая Отечественная война
С июля 1941 года заместитель командующего Юго-Западного фронта по тылу. Вступил в ряды ВКП(б)/КПСС. С сентября 1941 года командующий 38-й армией — самой многочисленной армией Юго-Западного фронта. Руководил боевыми действиями на харьковском направлении, в том числе обороной и первой сдачей Харькова немцам. В ноябре провел ряд удачных частных операций армейского уровня. С декабря 1941 года командующий 56-й армией. Участвовал в Барвенково-Лозовской операции. В марте 1942 года подразделения 56-й армии начали наступательную операцию с целью разгрома таганрогской группировки противника и освобождения Таганрога. В течение всего месяца ударная армейская группировка вела напряженные бои, но несмотря на большие потери, освободить Таганрог не смогла. В апреле — первой половине июля 56-й армия вела оборонительные бои на рубеже Ростовского укрепленного района.
С конца июля 1942 года, после потери Ростова, В. В. Цыганов переведен в Московский военный округ на должность заместителя командующего округа по вузам. В 1943 году присвоено воинское звание генерал-лейтенанта. Скончался 25 июня 1944 года, похоронен в Москве, на Новодевичьем кладбище. Рядом похоронены жена и сын, погиб (убит) в 1948 году, в возрасте 13 лет.

## Награды СССР
- Орден Красного Знамени (6.11.1941)[1]
- Орден Отечественной войны 1-й степени (22.02.1944)
- Медаль «XX лет РККА» (22.02.1938)